# Dracophyllum
Dracophyllum Labill. – rodzaj roślin  z rodziny wrzosowatych (Ericaceae). Według The Plant List obejmuje co najmniej 61 gatunków, z czego około 40 występuje w Nowej Zelandii.

## Systematyka
Pozycja systematyczna według APweb (aktualizowany system APG III z 2009)
Należy do podrodziny Styphelioideae, rodziny wrzosowatych (Ericaceae), która wraz z siostrzaną rodziną Cyrillaceae należą do rzędu wrzosowców, grupy astrowych (asterids) w obrębie dwuliściennych właściwych (eudicots).
Pozycja w systemie Reveala (1993-1999)
Gromada okrytonasienne (Magnoliophyta Cronquist), podgromada Magnoliophytina Frohne & U. Jensen ex Reveal, klasa Rosopsida Batsch, podklasa ukęślowe (Dilleniidae Takht. ex Reveal & Tahkt.), nadrząd  Ericanae Takht., rząd wrzosowce (Ericales Dumort.), podrząd Ericineae Burnett, rodzina wrzosowate (Ericaceae Juss.), rodzaj Dracophyllum Labill.
Wykaz gatunków
| - Dracophyllum acerosum Berggr. - Dracophyllum adamsii Petrie - Dracophyllum alticola Däniker - Dracophyllum arboreum Cockayne - Dracophyllum balansae Virot - Dracophyllum cosmelioides W.R.B.Oliv. - Dracophyllum densum W.R.B.Oliv. - Dracophyllum elegantissimum S.Venter - Dracophyllum filifolium Hook.f. - Dracophyllum fiordense W.R.B.Oliv. - Dracophyllum fitzgeraldii C.Moore & F.Muell. - Dracophyllum involucratum Brongn. & Gris - Dracophyllum kirkii Berggr. - Dracophyllum latifolium A.Cunn. - Dracophyllum lessonianum A.Rich. - Dracophyllum longifolium (J.R.Forst. & G.Forst.) R.Br. ex Roem. & Schult. - Dracophyllum mackeeanum S.Venter - Dracophyllum macranthum E.A.Br. & Streiber - Dracophyllum marmoricola S.Venter - Dracophyllum matthewsii (Carse) Carse - Dracophyllum menziesii Hook.f. - Dracophyllum milligani Hook.f. - Dracophyllum minimum F.Muell. - Dracophyllum muscoides Hook.f. - Dracophyllum oceanicum E.A.Br. & Streiber - Dracophyllum oliveri Du Rietz - Dracophyllum ophioliticum S.Venter | - Dracophyllum ouaiemense Virot - Dracophyllum paludosum Cockayne - Dracophyllum palustre W.R.B.Oliv. - Dracophyllum patens W.R.B.Oliv. - Dracophyllum pearsonii Kirk - Dracophyllum politum (Cheeseman) Cockayne - Dracophyllum pronum W.R.B.Oliv. - Dracophyllum prostratum Kirk - Dracophyllum pubescens Cheeseman - Dracophyllum pyramidale W.R.B.Oliv. - Dracophyllum ramosum Pancher ex Brongn. & Gris - Dracophyllum recurvum Hook.f. - Dracophyllum rosmarinifolium (G.Forst.) R.Br. - Dracophyllum sayeri F.Muell. - Dracophyllum scoparium Hook.f. - Dracophyllum secundum R.Br. - Dracophyllum sinclairii Cheeseman - Dracophyllum strictum Hook.f. - Dracophyllum subulatum Hook.f. - Dracophyllum townsonii Cheeseman - Dracophyllum traversii Hook.f. - Dracophyllum trimorphum W.R.B.Oliv. - Dracophyllum uniflorum Hook.f. - Dracophyllum urvilleanum A.Rich. - Dracophyllum verticillatum Labill. - Dracophyllum viride W.R.B.Oliv. |

Mieszańce międzygatunkowe
- Dracophyllum × arcuatum W.R.B.Oliv.
- Dracophyllum × densiflorum W.R.B.Oliv.
- Dracophyllum × erectum W.R.B.Oliv.
- Dracophyllum × insulare W.R.B.Oliv.
- Dracophyllum × marginatum W.R.B.Oliv.
- Dracophyllum × saxicola W.R.B.Oliv.
- Dracophyllum × varium Colenso
- Dracophyllum × vulcanicum W.R.B.Oliv.